# Saint-Rambert-en-Bugey
Saint-Rambert-en-Bugey település Franciaországban, Ain megyében. Lakosainak száma 2179 fő (2022. január 1.). Saint-Rambert-en-Bugey L’Abergement-de-Varey, Ambérieu-en-Bugey, Ambronay, Arandas, Argis, Cleyzieu, Conand, Nivollet-Montgriffon, Oncieu és Torcieu községekkel határos.

## Népesség
A település népessége az elmúlt években az alábbi módon változott:
| Lakosok száma | 2857 | 2161 | 2112 | 2166 | 2240 | 2311 | 2269 | 2188 | 2172 | 2179 |
|               | 1968 | 1982 | 1990 | 2006 | 2013 | 2015 | 2017 | 2019 | 2020 | 2022 |